# Tropsko leto
Trópsko léto ali Sónčevo léto oziroma solárno léto je časovno obdobje, v katerem se Sonce, gledano z Zemlje, vrne v isto lego vzdolž ekliptike (njegove navidezne poti med zvezdami na nebesni krogli). Natančna dolžina tropskega leta je odvisna od izbrane točke na ekliptiki: začetna točka iz (severnega) pomladnega enakonočja, ene od štirih glavnih točk na ekliptiki, vodi do leta pomladnega enakonočja, srednja vrednost vseh začetnih točk na ekliptiki pa vodi do srednjega tropskega leta.
Za epoho J2000,0 (1. januar 2000, 12h zemeljski čas) je srednje tropsko leto enako:
365,242 189 670 dni SI.